# أنطونيو ماتشادو (مبارز)
أنطونيو ماتشادو (مواليد 5 مايو 1964) هو مبارز بالسيف برازيلي، مثّل بلاده في الألعاب الأولمبية الصيفية 1988.

## روابط خارجية
أنطونيو ماتشادو على موقع أوليمبيديا (الإنجليزية)